# Cantó de Lesós
El cantó de Lesós és un cantó francès del departament del Puèi Domat, situat al districte de Tièrn. Té 12 municipis i el cap és Lesós.

## Municipis
- Bulhon
- Charnat
- Crevant-Laveine
- Culhat
- Lempty
- Lesós
- Néronde-sur-Dore
- Orléat
- Peschadoires
- Saint-Jean-d'Heurs
- Seychalles
- Vinzelles

## Història
| Data d'elecció                           | Identitat                | Partit           | Qualitat |
| ---------------------------------------- | ------------------------ | ---------------- | -------- |
| 1961-19..                                | M. Coutarel              | SFIO, després PS |          |
| 19..-1985                                | Maurice Cunier           | PS               |          |
| 1985-2011                                | Marie-Gabrielle Gagnadre | UDF, després UMP |          |
| 2011-                                    | Florent Moneyron         | PS               |          |
| les dades anteriors no són pas conegudes |                          |                  |          |
|                                          |                          |                  |          |

## Demografia
| 1962  | 1968  | 1975   | 1982   | 1990   | 1999   | 2007   |
| ----- | ----- | ------ | ------ | ------ | ------ | ------ |
| 8.577 | 9.511 | 10.613 | 11.426 | 12.339 | 12.781 | 14.243 |